# Nicolás Arrechea
Nicolás Arrechea (José Ingenieros, Buenos Aires, 16 de mayo de 1991) es un futbolista argentino. Juega de defensor central y su equipo actual es el Flandria de la Primera B Nacional.

## Clubes
| Club           | País      | Año       |
| -------------- | --------- | --------- |
| Almagro        | Argentina | 2010-2017 |
| Sol de América | Paraguay  | 2017-2018 |
| Almagro        | Argentina | 2018-2020 |
| Atlético Brown | Argentina | 2020-2022 |
| Flandria       | Argentina | 2023-act. |